# Indy NXT
 (août 2024).
Si vous disposez d'ouvrages ou d'articles de référence ou si vous connaissez des sites web de qualité traitant du thème abordé ici, merci de compléter l'article en donnant les références utiles à sa vérifiabilité et en les liant à la section « Notes et références ».
Navigation
L'Indy NXT est une catégorie de voitures de type monoplace de compétition.
L'Indy NXT est un championnat automobile nord-américain de monoplace organisé par IndyCar. Créé en 2002 sous le nom d'Infiniti Pro Series, devenu Indy Pro Series en 2006, puis Indy Lights en 2008, il a pris son nom actuel à partir de la saison 2023. Il s'agit du championnat d'accès de l'IndyCar Series.
L'Indy NXT organisé par IndyCar est distinct du championnat Indy Lights, créé en 1986 sous le nom American Racing Series et qui était la formule de promotion du championnat CART.

## Historique
L'Indy Lights première version, fondé en 1986 sous le nom de American Racing Series avant de changer de nom en 1991, était l'antichambre du championnat CART. Les épreuves d'Indy Lights avaient alors lieu en lever de rideau des courses du CART. Ce championnat, qui a révélé de nombreuses stars de la course automobile nord-américaine, a progressivement décliné à la fin des années 1990, en proie à de nombreuses difficultés financières, et a disparu à l'issue de la saison 2001, supplanté par la Formule Atlantique dans son rôle de formule d'accès au CART.
L'actuel championnat Indy Lights a vu le jour en 2002, sous le nom d'Infiniti Pro Series, du nom du motoriste japonais Infiniti, principal partenaire technique et financier de la série. Sans la moindre filiation avec l'Indy Lights du CART, l'Infiniti Pro Series a été fondé par l'Indy Racing League en vue de créer une discipline d'accès à son championnat tout ovale. À la suite du retrait du soutien financier d'Infiniti (qui continue de motoriser les monoplaces mais sous le nom de Nissan), le championnat a pris en 2006 le nom d'Indy Pro Series avant de prendre celui d'Indy Lights à compter de la saison 2008. Jusqu'à aujourd'hui, ce championnat a peiné à pleinement remplir son rôle d'antichambre de l'IndyCar Series.
Depuis 2010, elle est la deuxième division, derrière l'IndyCar, du Road to Indy, un programme de formules de promotions pour accéder à l'IndyCar Series.
En 2015, le championnat instaure un nouveau châssis: le Dallara IL-15 et change de motoriste pour passer de Nissan à Mazda, le sponsor-titre de Road to Indy.
En 2023, le championnat change de nom pour devenir Indy NXT et change aussi de manufacturier pneumatique: Cooper Tires est remplacé par Firestone qui devient le sponsor-titre du championnat.

## Palmarès

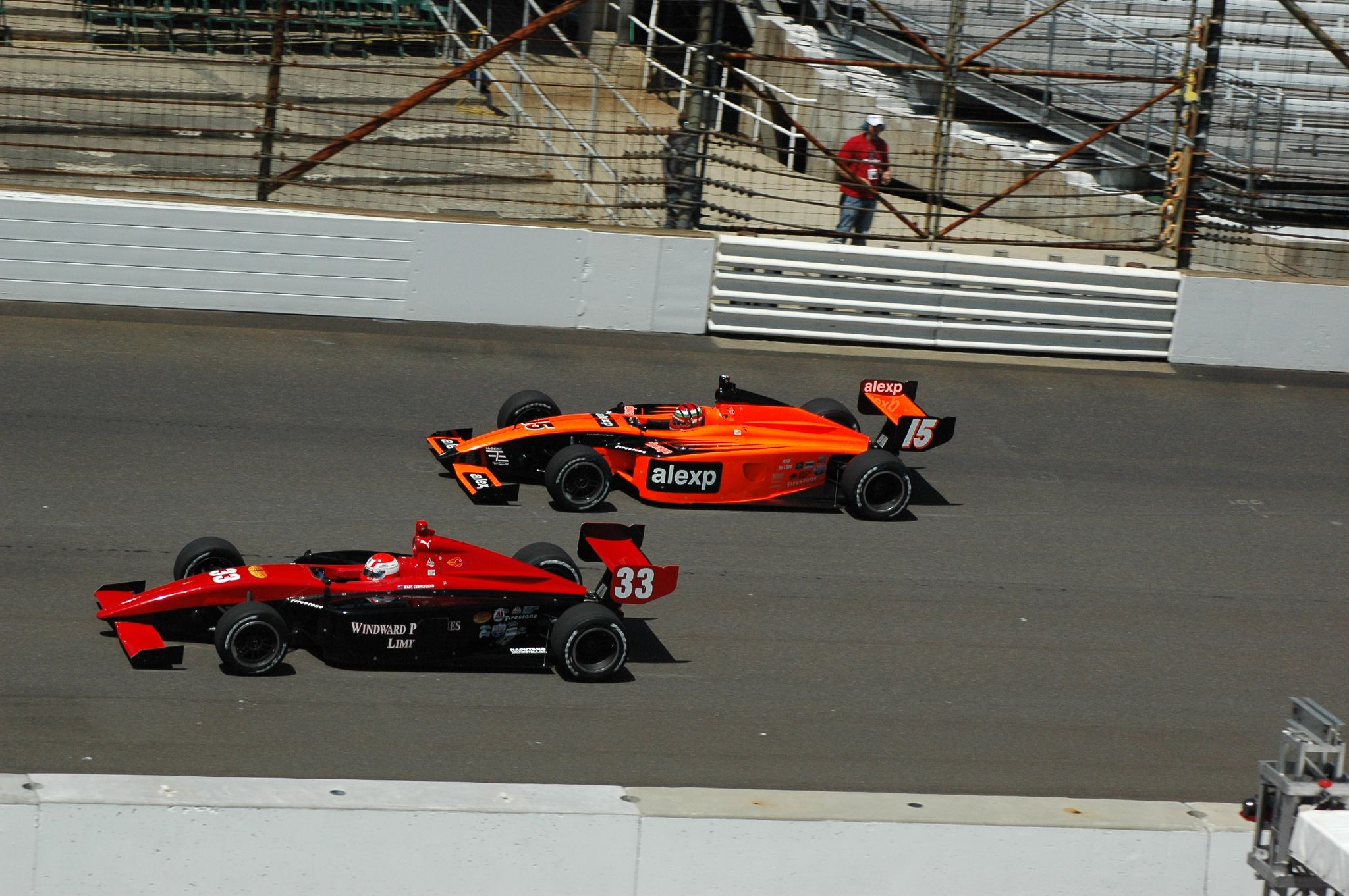
2 monoplaces d'Indy Lights (Dallara IPS) en 2008.

| Saison                        | Vainqueur                                         | Nationalité                                       | Voiture                                           |
| American Racing Series / CART | American Racing Series / CART                     | American Racing Series / CART                     | American Racing Series / CART                     |
| ----------------------------- | ------------------------------------------------- | ------------------------------------------------- | ------------------------------------------------- |
| 1986                          | Fabrizio Barbazza                                 | Italie                                            | March-Buick                                       |
| 1987                          | Didier Theys                                      | Belgique                                          | March-Buick                                       |
| 1988                          | Jon Beekhuis                                      | Suisse                                            | March-Buick                                       |
| 1989                          | Mike Groff                                        | États-Unis                                        | March-Buick                                       |
| 1990                          | Paul Tracy                                        | Canada                                            | March-Buick                                       |
| Indy Lights / CART            |                                                   |                                                   |                                                   |
| 1991                          | Éric Bachelart                                    | Belgique                                          | March-Buick                                       |
| 1992                          | Robbie Buhl                                       | États-Unis                                        | March-Buick                                       |
| 1993                          | Bryan Herta                                       | États-Unis                                        | Lola-Buick                                        |
| 1994                          | Steve Robertson                                   | Royaume-Uni                                       | Lola-Buick                                        |
| 1995                          | Greg Moore                                        | Canada                                            | Lola-Buick                                        |
| 1996                          | David Empringham                                  | Canada                                            | Lola-Buick                                        |
| 1997                          | Tony Kanaan                                       | Brésil                                            | Lola-Buick                                        |
| 1998                          | Cristiano da Matta                                | Brésil                                            | Lola-Buick                                        |
| 1999                          | Oriol Servia                                      | Espagne                                           | Lola-Buick                                        |
| 2000                          | Scott Dixon                                       | Nouvelle-Zélande                                  | Lola-Buick                                        |
| 2001                          | Townsend Bell                                     | États-Unis                                        | Lola-Buick                                        |
| Infiniti Pro Series / IRL     |                                                   |                                                   |                                                   |
| 2002                          | A. J. Foyt IV                                     | États-Unis                                        | Dallara-Infiniti                                  |
| 2003                          | Mark Taylor                                       | Royaume-Uni                                       | Dallara-Infiniti                                  |
| 2004                          | Thiago Medeiros                                   | Brésil                                            | Dallara-Infiniti                                  |
| 2005                          | Wade Cunningham                                   | Nouvelle-Zélande                                  | Dallara-Infiniti                                  |
| Indy Pro Series / IRL         |                                                   |                                                   |                                                   |
| 2006                          | Jay Howard                                        | Royaume-Uni                                       | Dallara-Nissan                                    |
| 2007                          | Alex Lloyd                                        | Royaume-Uni                                       | Dallara-Nissan                                    |
| Indy Lights / IRL             |                                                   |                                                   |                                                   |
| 2008                          | Raphael Matos                                     | Brésil                                            | Dallara-Nissan                                    |
| 2009                          | J. R. Hildebrand                                  | États-Unis                                        | Dallara-Nissan                                    |
| 2010                          | Jean-Karl Vernay                                  | France                                            | Dallara-Nissan                                    |
| Indy Lights / IndyCar         |                                                   |                                                   |                                                   |
| 2011                          | Josef Newgarden                                   | États-Unis                                        | Dallara-Nissan                                    |
| 2012                          | Tristan Vautier                                   | France                                            | Dallara-Nissan                                    |
| 2013                          | Sage Karam                                        | États-Unis                                        | Dallara-Nissan                                    |
| 2014                          | Gabby Chaves                                      | Colombie                                          | Dallara-Nissan                                    |
| 2015                          | Spencer Pigot                                     | États-Unis                                        | Dallara-Mazda                                     |
| 2016                          | Ed Jones                                          | Émirats arabes unis                               | Dallara-Mazda                                     |
| 2017                          | Kyle Kaiser (en)                                  | États-Unis                                        | Dallara-Mazda                                     |
| 2018                          | Patricio O'Ward                                   | Mexique                                           | Dallara-Mazda                                     |
| 2019                          | Oliver Askew                                      | États-Unis                                        | Dallara-Mazda                                     |
| 2020                          | Saison annulée à cause de la pandémie de Covid-19 | Saison annulée à cause de la pandémie de Covid-19 | Saison annulée à cause de la pandémie de Covid-19 |
| 2021                          | Kyle Kirkwood                                     | États-Unis                                        | Dallara-AER                                       |
| 2022                          | Linus Lundqvist                                   | Suède                                             | Dallara-AER                                       |
| Indy NXT / IndyCar            |                                                   |                                                   |                                                   |
| 2023                          | Christian Rasmussen                               | Danemark                                          | Dallara-AER                                       |
| 2024                          | Louis Foster                                      | Royaume-Uni                                       | Dallara-AER                                       |
| 2025                          |                                                   |                                                   | Dallara-AER                                       |